# Операція «Пантера» (2013)
Операція Пантера розпочато 19 лютого 2013. 19 лютого франко-малійські сили проводили операцію на півночі країни, в гористій місцевості Адрар-Іфорас. У боях було ліквідовано 20 ісламістів, авіація розбомбила склади зі зброєю. У перестрілці загинув французький сержант. Він став другим вбитим ісламістами французьким солдатом в Малі з початку інтервенції.

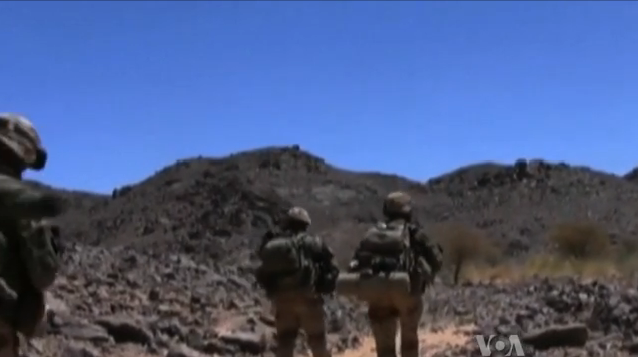
Французькі солдати під час бою.

23 лютого війська міжнародної коаліції, що продовжили бойові дії проти ісламістів на плоскогір'ї Адрар-Іфорас, в результаті бою із загонами супротивника загинули до 65 бойовиків. Також було вбито 13 солдатів армії Чаду, що стало найбільшою втратою іноземних сил в Малі.
24 лютого, 28 ісламістів і десять вояків Чаду загинуло під час бойових дій в горах Адрар-Іфорас в північній частині Малі
28 лютого 2013, було оголошено, про знищення Абдельхамід Абу Зейд, одного з керманичів Аль-Каїди у Північній Африці.
2 березня 2013, було оголошено що в результаті операції було знищено Мухтар Бельмухтар, одного з керманичів ісламістів, на якого покладають відповідальність за інцидент в Ін-Аменас